# 张瑞瑾
张瑞瑾（1917年—1998年），男，湖北巴东人，中国河流泥沙专家，中国水利学会泥沙专业委员会主任委员、水电部高等学校水利水电类专业教材编审委员会主任、三峡工程泥沙研究协调组组长。
长期从事泥沙运动基本规律的研究，提出的水流挟沙力公式被广泛应用。所提“静水过船，动水冲沙”的方法，解决了葛洲坝船闸引航道泥沙淤积问题。主编《水力学》、《河流动力学》。

## 生平
1939年毕业于国立武汉大学土木工程系。
1945年赴美国加利福尼亚大学进修。回国后，任武汉大学教授。
1978至1983年期间担任武汉水利电力学院院长（今武汉大学水利水电学院）。